# Roman Bürki
Roman Bürki (Münsingen, 14 de  novembro de 1990) é um futebolista suíço que atua como goleiro. Atualmente defende o St. Louis City. Também jogou pela seleção da Suíça.

## Clubes

### Suíça
Roman Bürki começou sua carreira em 2007 no time reserva do Young Boys. Em 2009, mudou-se para o FC Thun e meio ano depois, para o Schaffhausen. No verão de 2010, ele voltou para o Young Boys e novamente meio ano depois, foi transferido para o Grasshopper. Primeiro ele foi o goleiro reserva, depois como goleiro titular. Ele ficou emprestado até o ano de 2013, quando o Grasshopper comprou seus direitos.

### Freiburg
Em 24 de maio de 2014, ele assinou um contrato com o Freiburg para a temporada 2014–15 da Bundesliga, onde surgiu como sucessor de Oliver Baumann. Bürki jogou nos 34 jogos da temporada, mas não conseguiu evitar que o time fosse rebaixado para 2. Bundesliga.

### Borussia Dortmund
Em 14 de junho de 2015 foi contratado pelo Borussia Dortmund para quatro anos de vínculo. Thomas Tuchel o promoveu imediatamente a goleiro titular, no posto antes ocupado por Roman Weidenfeller. No mês de junho de 2020, o clube renovou seu contrato até o ano de 2023.

### St. Louis City
No dia 16 de março de 2022, Roman assinou um contrato de três anos com o clube norte americano St. Louis City que estreará na MLS.

## Seleção Suíça
Pela seleção, Roman Bürki disputou o Campeonato Europeu de Sub-21 de 2011. Integrou também o elenco da Seleção Suíça na Copa do Mundo FIFA de 2014. Porém, estreou pela mesma somente em 18 de novembro de 2014 em partida amistosa contra a Polônia. Ele fez parte da equipe para a Eurocopa de 2016, mas nunca chegou a jogar nenhuma partida. Ele foi incluído na lista dos 23 jogadores para a Copa do Mundo FIFA de 2018. Em 2018, Bürki afirmou que não queria ser mais convocado para poder se concentrar no Borussia Dortmund.

## Títulos
Borussia Dortmund
- Copa da Alemanha: 2016–17 e 2020–21
- Supercopa da Alemanha: 2019

Grasshopper
- Copa da Suíça: 2013

### Prêmios individuais
- MLS All-Star: 2023 e 2024
- MLS Goalkeeper of the Year: 2023
- MLS Best XI: 2023

## Estatísticas

### Clubes
| Clube             | Temporada | Liga  | Liga | Copa  | Copa | Competições internacionais | Competições internacionais | Outras competições | Outras competições | Total | Total |
| Clube             | Temporada | Jogos | Gols | Jogos | Gols | Jogos                      | Gols                       | Jogos              | Gols               | Jogos | Gols  |
| ----------------- | --------- | ----- | ---- | ----- | ---- | -------------------------- | -------------------------- | ------------------ | ------------------ | ----- | ----- |
| FC Thun           | 2009–10   | 4     | 0    | 2     | 0    | -                          | -                          | -                  | -                  | 6     | 0     |
| Schaffhausen      | 2009–10   | 9     | 0    | 0     | 0    | -                          | -                          | -                  | -                  | 9     | 0     |
| Young Boys        | 2010–11   | 2     | 0    | 0     | 0    | 2                          | 0                          | -                  | -                  | 4     | 0     |
| Grasshopper       | 2010–11   | 11    | 0    | 0     | 0    | -                          | -                          | -                  | -                  | 11    | 0     |
| Grasshopper       | 2011–12   | 31    | 0    | 0     | 0    | -                          | -                          | -                  | -                  | 31    | 0     |
| Grasshopper       | 2012–13   | 34    | 0    | 4     | 0    | -                          | -                          | -                  | -                  | 38    | 0     |
| Grasshopper       | 2013–14   | 34    | 0    | 3     | 0    | 4                          | 0                          | -                  | -                  | 41    | 0     |
| Freiburg          | 2014–15   | 34    | 0    | 2     | 0    | -                          | -                          | -                  | -                  | 36    | 0     |
| Borussia Dortmund | 2015–16   | 33    | 0    | 6     | 0    | 3                          | 0                          | 4                  | 0                  | 46    | 0     |
| Borussia Dortmund | 2016–17   | 27    | 0    | 4     | 0    | 8                          | 0                          | 7                  | 0                  | 46    | 0     |
| Borussia Dortmund | 2017–18   | 33    | 0    | 3     | 0    | 10                         | 0                          | 5                  | 0                  | 51    | 0     |
| Borussia Dortmund | 2018–19   | 32    | 0    | 1     | 0    | 7                          | 0                          | 3                  | 0                  | 43    | 0     |
| Borussia Dortmund | 2019–20   | 31    | 0    | 0     | 0    | 8                          | 0                          | 3                  | 0                  | 42    | 0     |
| Borussia Dortmund | 2020–21   | 19    | 0    | 1     | 0    | 4                          | 0                          | 4                  | 0                  | 28    | 0     |
| Borussia Dortmund | 2021–22   | 1     | 0    | 0     | 0    | 0                          | 0                          | 1                  | 0                  | 2     | 0     |
| St. Louis City 2  | 2022      | 4     | 0    | -     | -    | -                          | -                          | -                  | -                  | 4     | 0     |
| St. Louis City    | 2023      | 35    | 0    | 0     | 0    | 1                          | 0                          | -                  | -                  | 36    | 0     |
| St. Louis City    | 2024      | 32    | 0    | -     | -    | 5                          | 0                          | 1                  | 0                  | 38    | 0     |
| Total             | Total     | 406   | 0    | 26    | 0    | 52                         | 0                          | 28                 | 0                  | 512   | 0     |

### Seleção
| Seleção | Temporada | Jogos | Gols |
| ------- | --------- | ----- | ---- |
| Suíça   | 2014      | 1     | 0    |
| Suíça   | 2015      | 3     | 0    |
| Suíça   | 2016      | 2     | 0    |
| Suíça   | 2017      | 1     | 0    |
| Suíça   | 2018      | 2     | 0    |
| Total   | Total     | 9     | 0    |